# Pignone (meccanica)

Un pignone e una catena di trasmissione

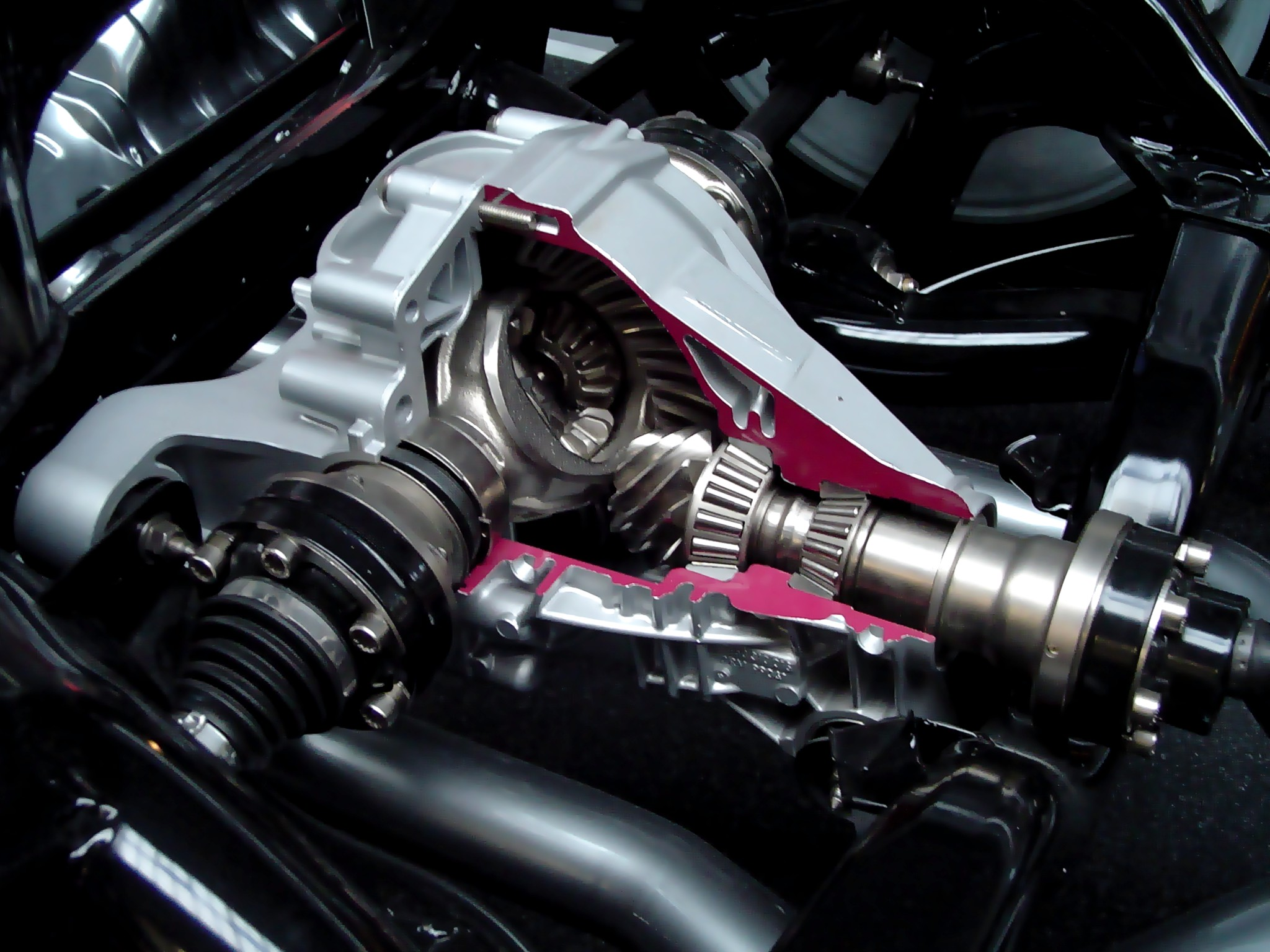
Pignone del differenziale

Un pignone (o rocchetto) è una ruota dentata o un ingranaggio più piccolo in un sistema corona-pignone, i cui denti sono progettati per agganciare una catena di trasmissione, una cinghia, un altro elemento perforato o profilato o un altro ingranaggio. Possono essere usati per trasmettere moto rotatorio (per esempio nelle biciclette e motociclette, ma anche in automobili e carri armati), o per trasmettere movimento lineare a un nastro o macchine utensili.

## Descrizione

### Trasmissione di moto lineare
I pignoni sono utilizzati anche per trasformare il moto da rotatorio a lineare.  A seconda dell'utilizzo, il pignone può far parte del corpo in moto lineare (muovendosi su una cremagliera) oppure può restare fermo.  In quest'ultimo caso il pignone è comunemente utilizzato per svolgere (o riavvolgere) pellicole fotografiche o cinematografiche, nei vecchi lettori di schede perforate o nelle stampanti a modulo continuo.  In tutti questi casi il pignone aggancia dei fori rotondi o quadrati presenti ai lati della pellicola o del foglio di carta.

### Denti
Il numero dei denti del pignone è molto importante, dato che, nel caso questo sia collegato all'uscita del cambio (quindi trasmette il moto alla catena), come avviene nelle motociclette, la velocità è direttamente proporzionale al numero dei denti. Quindi, dati un pignone con un numero di denti n ed uno avente 2n denti, il secondo trasmetterà alla ruota il doppio della velocità del primo. Tracciando un grafico cartesiano con in ascissa il numero dei denti e in ordinata la velocità (o viceversa) avremo una linea retta.

Nel caso invece questo sia collegato alla ruota come nel caso delle biciclette, la sua influenza è completamente differente, dato che in questo caso la velocità aumenta con il diminuire del numero dei denti, risultando avere un collegamento inversamente proporzionale, quindi se adoperiamo un pignone con la metà dei denti, si avrà il doppio della velocità, se quindi disegniamo un grafico con in ascissa il numero dei denti e in ordinata la velocità, avremmo una linea curva, chiamata iperbole.

### Accorgimenti

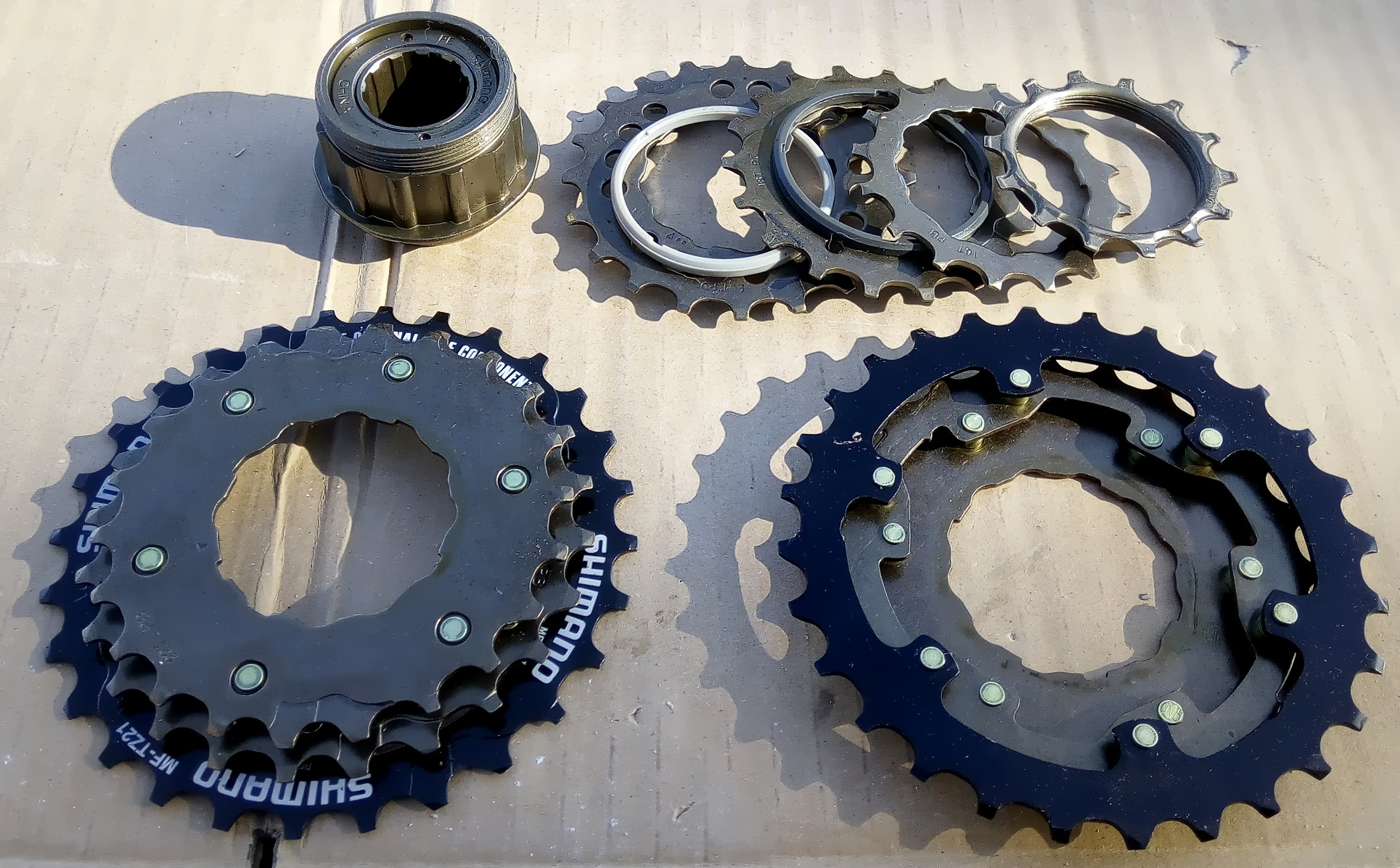
Ruota libera smontata con pignoni gemellati (con vista da entrambi i lati)

Alcuni pignoni possono avere come accorgimenti:
- Pignone silenziato si tratta di un pignone provvisto di una componente in gomma vulcanizzata posta vicino ai denti, in modo tale da ridurre il rumore d'ingranamento con la catena[1]
- Pignone multiplo, può essere doppio, triplo ed è caratterizzato dal fatto di essere composto da due corone dentate in un sol pezzo, questo permette d'avere una trasmissione sdoppiata, per aumentare la forza applicabile o per trasmettere lo stesso moto a più organi.
- Pignoni gemellati, si tratta di più pignoni vincolati tra loro, che sfruttano il sistema di calettamento del pignone più piccolo

## Applicazione

### Bicicletta
Nel caso della bicicletta, il sistema di trasmissione presenta due ruote dentate: una corona sui pedali e un pignone sulla ruota, collegati da una catena; la forza motrice muscolare viene applicata sui pedali (solidali con la corona), e tramite la catena si trasmette al pignone (solidale con la ruota) permettendo il movimento. Di solito sono presenti, affiancati, più pignoni di diversa grandezza, e scegliendo quale di questi aggancia la catena, si può variare il rapporto di trasmissione.

### Motocicletta

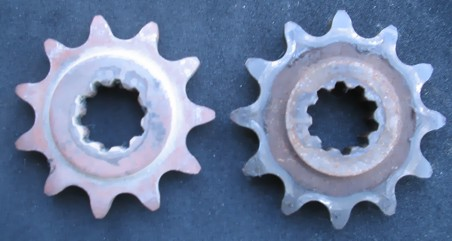
Pignoni per ciclomotore

Nel caso della motocicletta i pignoni sono sulla ruota e sul cambio, e possono azionare una catena o una cinghia. In questo caso la corona (più grande) è montata sulla ruota, il pignone (più piccolo) sul cambio.  La scelta del rapporto è affidata al cambio; tuttavia è possibile sostituire il sistema di corona e pignone al fine di variare la riduzione finale e, con essa, l'accelerazione e la velocità massima del mezzo.
In particolare si parla di pignone nella trasmissione delle motociclette riferendosi normalmente, all'ingranaggio collegato al perno d'uscita del cambio, sia che questo sia del tipo a marce che del tipo a variazione continua, che è collegato alla corona posteriore tramite una catena, ma oltre alla trasmissione tramite catena esiste la possibilità di un collegamento tra i due organi anche con una cinghia dentata.

### Cingolati

Trasmissione a cingolo con quattro pignoni

Nel caso di veicoli con trasmissione a cingolo, sul cingolo sono montati più pignoni: la ruota motrice, collegata al motore (M nel disegno); la ruota di rinvio, in posizione opposta (R nel disegno) e solitamente collegata a un meccanismo che permette di registrare la tensione del cingolo; e le ruote di appoggio (2 o più, A nel disegno) poste sulla strada. Il pignone collegato al motore può essere indifferentemente sul lato anteriore o posteriore del veicolo.